# Riccardo Bocalon
Riccardo Bocalon (ur. 3 marca 1989 w Wenecji) – włoski piłkarz występujący na pozycji napastnika we włoskim klubie Venezia. Wychowanek Treviso, w trakcie swojej kariery grał także w takich zespołach, jak Inter Mediolan, Portogruaro, Viareggio, Cremonese, Carpi, Südtirol, Prato, Alessandria, Salernitana oraz Pordenone.